# Blakelaw
Blakelaw – dzielnica miasta Newcastle upon Tyne, w Anglii, w Tyne and Wear, w dystrykcie metropolitalnym Newcastle upon Tyne. Leży 4,1 km od centrum miasta Newcastle upon Tyne i 400,9 km od Londynu. W 2011 roku dzielnica liczyła 11 507 mieszkańców.